# Liste der Biografien/Van M
Liste der Biografien |
Portal Biografien |
M Personensuche
# |
A |
B |
C |
D |
E |
F |
G |
H |
I |
J |
K |
L |
M |
N |
O |
P |
Q |
R |
S |
T |
U |
V |
W |
X |
Y |
Z |
?
 
Va |
Vd |
Ve |
Vh |
Vi |
Vj |
Vl |
Vn |
Vo |
Vr |
Vs |
Vt |
Vu |
Vy
 
Vaa |
Vab |
Vac |
Vad |
Vae |
Vaf |
Vag |
Vah |
Vai |
Vaj |
Vak |
Val |
Vam |
Van |
Vap |
Vaq |
Var |
Vas |
Vat |
Vau |
Vav |
Vaw |
Vax |
Vay |
Vaz
 
Van A |
Van B |
Van C |
Van D |
Van E |
Van F |
Van G |
Van H |
Van I |
Van K |
Van L |
Van M |
Van N |
Van O |
Van P |
Van Q |
Van R |
Van S |
Van T |
Van U |
Van V |
Van W |
Van Y |
Van Z

Vana |
Vanb |
Vanc |
Vand |
Vane |
Vang |
Vanh |
Vani |
Vanj |
Vank |
Vanl |
Vanm |
Vann |
Vano |
Vanp |
Vanq |
Vanr |
Vans |
Vant |
Vanu |
Vanv |
Vanw |
Vany |
Vanz
Die Liste der Biografien führt alle Personen auf, die in der deutschsprachigen Wikipedia einen Artikel haben. Dieses ist eine Teilliste mit 28 Einträgen von Personen, deren Namen mit den Buchstaben „Van M“ beginnt.

## Van M

### Van Ma
- Van Maanen, Adriaan (1884–1946), niederländisch-US-amerikanischer Astronom
- Van Maele, Govinda (* 1983), luxemburgischer Filmregisseur
- Van Maele, Narayan (* 1986), luxemburgischer Fotograf und Kameramann
- Van Marcke, Édouard (1815–1884), belgischer Maler und Lehrer der Kunstakademie Lüttich
- Van Massenhove, Yves (1909–1990), belgischer Radrennfahrer

### Van Me
- Van Mechelen, Vlad (* 2004), belgischer Radrennfahrer
- Van Mechelen, Willy (* 1947), belgischer Radrennfahrer
- Van Mechelen, Wouter (* 1981), belgischer Radrennfahrer
- Van Meel, Guido (* 1952), belgischer Radrennfahrer
- Van Meenen, René (* 1931), belgischer Radrennfahrer
- Van Meir, Eric (* 1968), belgischer Fußballspieler, -trainer und Scout
- Van Mele, Alphonse (1891–1972), belgischer Turner
- Van Melkebeke, Jacques (1904–1983), belgischer Comicautor
- Van Melsen, Kévin (* 1987), belgischer Radrennfahrer
- Van Meter, George (1932–2007), US-amerikanischer Radrennfahrer
- Van Meter, Homer (1905–1934), US-amerikanischer BankräuberHomer Van Meter (1905–1934)

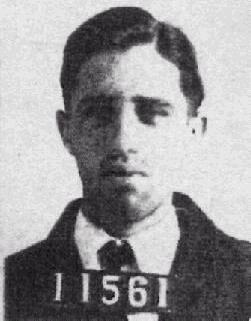
Homer Van Meter (1905–1934)

- Van Meter, Victoria (1982–2008), US-amerikanische Pilotin

### Van Mi
- Van Mieghem, Eugeen (1875–1930), belgischer Maler
- Van Miert, Karel (1942–2009), belgischer Politiker, MdEP
- van Miltenburg, Peter (* 1957), australischer Sprinter
- Van Mingeroet, Jarno (* 1977), belgischer Radrennfahrer

### Van Mo
- Van Moer, Brent (* 1998), belgischer Radrennfahrer
- Van Moer, Edmond, belgischer Bogenschütze
- Van Moer, Wilfried (1945–2021), belgischer Fußballspieler
- Van Moerbeke, Pierre (* 1944), belgischer Mathematiker
- Van Mol, Pieter (1906–1988), belgischer Maler
- Van Montagu, Marc (* 1933), belgischer Molekularbiologe
- Van Moyland, Joe (* 1983), britischer Sänger, Schlagzeuger und Schauspieler